# Carbó boghead
El carbó boghead o torbanita és un tipus d'hulla, classificat habitualment entre els esquistos bituminosos, formada per algues unicel·lulars (Pila bibractensis), rica en hidrocarburs. Per tant, també es considera una varietat d'esquist bituminós de gra fi negre. En general passa com a masses lenticulars, sovint associats amb els dipòsits de carbó del Permià. La torbanita es classifica com pissarres lacustres oli de tipus. Consisteix normalment en un 88% de carboni i 11% d'hidrogen. L'oli de parafina pot ser destil·lat a partir d'algunes formes de torbanita, un procés descobert i patentat per James Young l'any 1851. Malgrat un elevat contingut de volàtils, no és usada com a combustible, perquè fa massa cendra. Per destil·lació n'és obtingut un carburant anàleg a l'essència de petroli.
La torbanita porta el nom de la localitat de Torbane Hill, prop de Bathgate, a Escòcia. Altres dipòsits importants de torbanita es troben a Pennsilvània i Illinois (EUA), al Transvaal (Sud-àfrica), a la conca de Sydney, Nova Gal·les del Sud (Austràlia); el major dipòsit que es troba a Glen Davis, i a Nova Escòcia, (Canadà).
La matèria orgànica (telalginita) de la torbanita deriva d'unes plantes microscòpiques riques en lípids que són similars en aparença a una colònia de Botryococcus braunii, una alga verda d'aigua dolça. Aquesta prova i els hidrocarburs extracel·lulars produïts per l'alga han portat els científics a examinar l'alga com una font de torbanites del Permià, i un possible productor de biocarburants. La torbanita conté quantitats de vitrinita i inertinita, però la seva presència varia en funció dels jaciments on s'extreu.